# Caller ID (электронная почта)
Caller ID — технология, разработанная Microsoft с целью уменьшения количества спама, рассылаемого по электронной почте. Спецификация была опубликована 24 февраля 2004 года.
Суть данной технологии заключается в том, что администратор домена указывает IP адреса почтовых серверов SMTP, с которых может отправляться почта этого домена, в системе DNS. При получении входящего сообщения почтовый сервер проверяет, разрешена ли отправка сообщений из указанного в сообщении домена с используемого IP адреса. Если IP адреса отправителя нет в списке разрешённых, то это означает что адрес отправителя подделан.
Данная технология отличается от SPF форматом записей в DNS и тем, какой адрес проверяется.
Технология Caller ID сама по себе не исключает возможность рассылки спама, но позволяет повысить эффективность работы серых списков для блокирования спама.
Информация, нужная для данной технологии, сохраняется в DNS в виде записей типа TXT. Содержание поля составляется в XML формате.